# Monte Hibok-Hibok

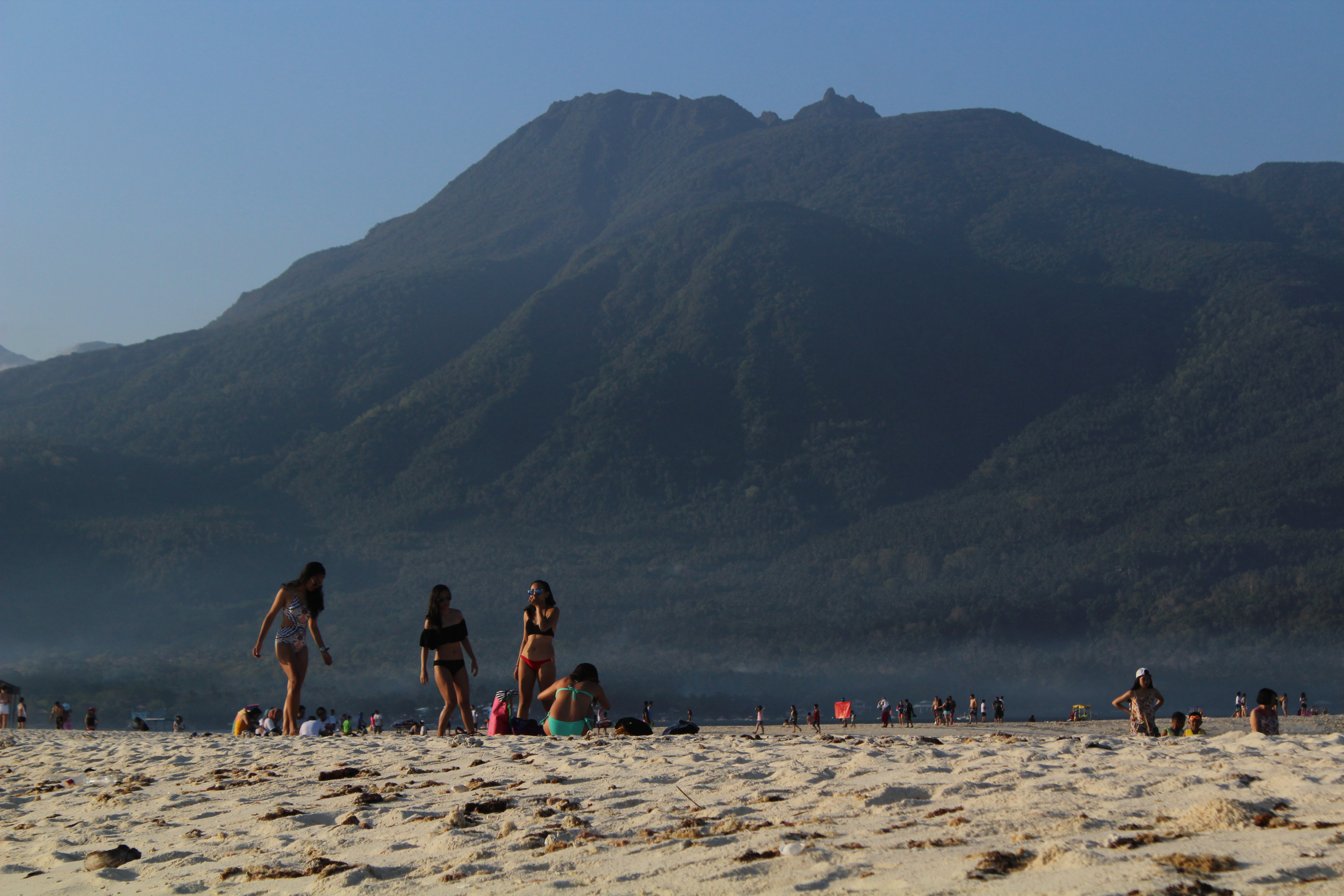
Monte Hibok-Hibok

L'Hibok-Hibok, o anche Catarman,  è uno stratovulcano attivo delle Filippine alto 1 332 m.s.l.m. che sorge nella parte settentrionale dell'isola vulcanica di Camiguin, nel mare di Bohol nella regione del Mindanao Settentrionale, nella parte meridionale dell'arcipelago asiatico.
L'Hibok Hibok è l'unico attivo dei quattro vulcani che si trovano sull'isola, caratterizzata dalla presenza di stratovulcani sovrapposti a edifici vulcanici più antichi; ha un diametro alla base di circa 10 km ed è dotato di tre crateri sommitali; ospita nei pressi del cratere principale il lago Taguines Lagoon; le pendici sono moderatamente ricoperte di vegetazione e solcate da canaloni radiali piuttosto profondi. Sui fianchi del vulcano sono presenti numerose fonti termali fra cui le Ardent Spring, Tangob, Bugong, Tagdo, Naasag, Kiyab..
L'attività storica del vulcano risulta piuttosto consistente, con cinque eruzioni di lunga durata nel periodo compreso fra il 1871-1875 e il 1948-1953, data dell'ultima eruzione. Si tratta di eruzioni perlopiù di tipo peleano con attività solfatariche e creazione di duomi di lava e che hanno interessato i tre crateri del vulcano.